# Atlanta Silverbacks
Atlanta Silverbacks was een professionele voetbalclub uit Atlanta (Georgia), die speelde in de Amerikaanse North American Soccer League, de NASL is de tweede hoogste divisie van Amerika. De kleuren van de Atlanta Silverbacks waren grijs, rood, zwart en wit. De club heeft ook een USL Premier Development League team, dat opgericht is in 2006. De club wordt door Jason Smith getraind. De club werd opgeheven met als bedoeling een nieuwe club te hervormen en aan te sluiten bij de MLS. In 2017 zullen de Atlanta Silverbacks spelen in de MLS als Atlanta United FC.
De club werd in 1995 opgericht onder de naam Atlanta Ruckus. In 1998 werd de club samen met een wissel van de eigenaren omgedoopt tot Atlanta Silverbacks.

## Stadion
De Silverbacks speelden in het Atlanta Silverbacks Stadium in Atlanta. Het stadion werd alleen voor voetbal gebruikt.

## Bekende spelers
- Hans Denissen
- Justin Fashanu

## Uitslagen
| Jaar | Competitie         | Stand          | Playoffs            | Open Cup            |
| ---- | ------------------ | -------------- | ------------------- | ------------------- |
| 1998 | USISL A-League     | 6e, Atlantisch | Niet gekwalificeerd | Niet gekwalificeerd |
| 1999 | USL A-League       | 5e, Atlantisch | Niet gekwalificeerd | Niet gekwalificeerd |
| 2000 | USL A-League       | 6e, Atlantisch | Niet gekwalificeerd | Niet gekwalificeerd |
| 2001 | USL A-League       | 5e, Centraal   | Niet gekwalificeerd | Niet gekwalificeerd |
| 2002 | USL A-League       | 3e, Zuidoost   | Eerste ronde        | Derde ronde         |
| 2003 | USL A-League       | 5e, Zuidoost   | Niet gekwalificeerd | Derde ronde         |
| 2004 | USL A-League       | 5e, Oost       | Niet gekwalificeerd | Vierde ronde        |
| 2005 | USL First Division | 8e             | Niet gekwalificeerd | Derde ronde         |
| 2006 | USL First Division | 8e             | Niet gekwalificeerd | Derde ronde         |
| 2007 | USL First Division | 4e             | Verliezend finalist | Derde ronde         |